# Menzel Mehiri
Menzel Mehiri (in arabo: منزل المهيري) è un comune della Tunisia situato all'interno del governatorato di al-Qayrawan. 
Nel 2014 la popolazione era composta da 3 870 abitanti. Nel 2018 è diventato delegazione staccandosi da Nasrallah.